# ولادیمیر کووالیو
ولادیمیر کووالیو (روسی: Владимир Николаевич Ковалёв؛ زادهٔ ۲ فوریهٔ ۱۹۵۳) اسکیت‌باز نمایشی اهل اتحاد جماهیر شوروی سوسیالیستی است.